# ジャクソン・ヘモポ
ジャクソン・ヘモポ（Jackson Hemopo、1993年11月14日 - ）は、ジャパンラグビーリーグワン三菱重工相模原ダイナボアーズに所属するラグビーユニオン選手。

## プロフィール
- ニュージーランド・ワンガヌイ出身[1]。
- ポジションはロック(LO)、フランカー(FL)。
- 身長 195 cm、体重 112 kg
- 愛称はジャックス。
- ニュージーランド代表キャップは5（2020年2月現在）。
- マオリ・オールブラックスに選ばれたことがある[2]。
- 世界選抜に選ばれたことがある[3]。

## 略歴
パーマストンノースボーイズ高校 卒業後、オタゴ、マナワウ、ハイランダーズを経て、2019年、三菱重工相模原ダイナボアーズに加入。
2020年1月12日にジャパンラグビートップリーグ第1節NTTドコモレッドハリケーンズ戦に先発出場で日本での公式戦初出場を果たす。